# Confrontos entre Atlético Mineiro e Corinthians no futebol
Os confrontos entre Atlético Mineiro e Corinthians no futebol constituem um importante clássico interestadual do Brasil. Estas duas equipes já se confrontaram em jogos importantes pelo Campeonato Brasileiro, Copa do Brasil e Copa Libertadores da América.

## História
O primeiro confronto das duas equipes ocorreu em 30 de maio de 1929, em um amistoso vencido pelos mineiros pelo placar de 4 a 2. O jogo foi realizado no estádio Presidente Antonio Carlos, na sua partida de inauguração,  em Belo Horizonte. Estado de Minas Gerais. 
Já no segundo confronto, realizado em 12 de outubro do mesmo ano, foi registrada a maior goleada entre as duas equipes. O amistoso, que marcou a inauguração do busto de Neco no Parque São Jorge, terminou com vitória corintiana por 11 a 2.
Campeonato Brasileiro
Corinthians e Atlético-MG se enfrentaram 71 vezes em Campeonatos Brasileiros. O retrospecto é novamente favorável ao Timão, que soma 30 vitórias, 17 empates e 24 derrotas, foram 89 gols a favor dos paulistas e 79 gols dos mineiros.
As partidas de maior importância deste duelo pelo Campeonato Brasileiro, aconteceram em 1999, quando Corinthians e Atlético-MG fizeram a final da competição daquele ano. Na série melhor de três jogos, o Timão, que havia terminado a primeira fase na liderança, perdeu o primeiro confronto por 3 a 2, em Belo Horizonte, venceu o segundo por 2 a 0, em São Paulo e empatou o terceiro em 0 a 0, novamente na capital paulista. Os resultados deram ao alvinegro paulista o seu terceiro título nacional da Série A.
O Mineirão foi o palco que mais recebeu partidas entre as equipes pelo Brasileirão, foram realizados 29 jogos, com 11 vitórias do Atlético (mandante), 13 vitórias do Corinthians (visitante) e 5 empates, o Corinthians marcou 47 gols e o Atlético 41.
Já o Estádio do Pacaembu foi o palco que mais recebeu este confronto no Estado de São Paulo pelo Brasileirão, foram realizados 17 jogos, com 9 vitórias do Corinthians (mandante), 4 vitórias do Atlético (visitante) e 4 empates, o Corinthians marcou 21 gols e o Atlético assinalou por 16 vezes.

## Maiores goleadas
- Corinthians sobre o Atlético-MG

Amistoso
| 12 de outubro de 1929 | Corinthians | 11-2 | Atlético Mineiro | Parque São Jorge, São Paulo      |
|                       |             |      |                  | Árbitro: Abílio Lopes de Almeida |

Amistoso
| 16 de abril de 1950 | Corinthians                                                                                            | 9-1 | Atlético Mineiro | Estádio Parque São Jorge, São Paulo |
|                     | Cláudio 30'1°, 16'2° Nenê 37'1° Luizinho 43'1°, 1'2°, 12'2° Edélcio 19'2° Colombo 43'2° Nelsinho 45'2° |     |                  | Árbitro: Graça Filho                |

Campeonato Brasileiro
| 8 de agosto de 1998 | Atlético Mineiro | 1 – 5 | Corinthians                                                                                               | Mineirão, Belo Horizonte                               |
| 16h00               | Alessandro 38'2° |       | Marcelinho Carioca 17'1° Marcelinho Carioca 45'1° Edílson 15'2° Marcelinho Carioca 18'2° Mirandinha 26'2° | Público: 28 786 pagantes Árbitro: Carlos Eugênio Simon |

Campeonato Brasileiro - Jogo de ida das quartas de Final
| 24 de novembro de 2002 | Atlético Mineiro           | 2 – 6 | Corinthians                                                            | Mineirão, Belo Horizonte                              |
| 16h00                  | Mancini 40'1° Michel 41'1° |       | Gil 13'1° Deivid 30'1° Deivid 7'2° Gil 10'2° Deivid 29'2° Deivid 42'2° | Público: 78 291 pagantes Árbitro: Héber Roberto Lopes |

- Atlético-MG sobre o Corinthians

Amistoso
| 2 de abril de 1950 | Atlético Mineiro                              | 4 – 0 | Corinthians | Estádio Antônio Carlos, Belo Horizonte |
|                    | Lauro 6'1° Lauro 34'1° Nívio 2'2° Biguá 44'2° |       |             | Árbitro: Amaral Sobrinho               |

Campeonato Brasileiro
| 31 de outubro de 1999 | Corinthians | 0 - 4 | Atlético Mineiro                                           | Maracanã, Rio de Janeiro                              |
| 17h00                 |             |       | Robert 23'1° Guilherme 33'1° Guilherme 35'2° Lincoln 38'2° | Público: 6 788 pagantes Árbitro: Carlos Eugênio Simon |

## Confrontos
| Data                    | Time mandante    | Placar | Time visitante   | Competição                                  | Estádio                   | Local               |
| 29 de março de 1950     | Atlético Mineiro | 3-0    | Corinthians      | Amistoso                                    | Presidente Antônio Carlos | Belo Horizonte      |
| 2 de abril de 1950      | Atlético Mineiro | 4-0    | Corinthians      | Amistoso                                    | Presidente Antônio Carlos | Belo Horizonte      |
| 16 de abril de 1950     | Corinthians      | 9-1    | Atlético Mineiro | Amistoso                                    | Fazedinha                 | São Paulo           |
| 10 de junho de 1958     | Atlético Mineiro | 1-1    | Corinthians      | Amistoso                                    | Estádio da Alameda        | Belo Horizonte      |
| 12 de junho de 1958     | Atlético Mineiro | 3-0    | Corinthians      | Amistoso                                    | Independência             | Belo Horizonte      |
| 24 de abril de 1960     | Atlético Mineiro | 1-1    | Corinthians      | Amistoso                                    | Independência             | Belo Horizonte      |
| 31 de janeiro de 1962   | Corinthians      | 4-1    | Atlético Mineiro | Amistoso                                    | Fazedinha                 | São Paulo           |
| 26 de abril de 1967     | Atlético Mineiro | 0-0    | Corinthians      | Brasileirão                                 | Mineirão                  | Belo Horizonte      |
| 10 de junho de 1967     | Atlético Mineiro | 1-1    | Corinthians      | Brasileirão                                 | Mané Garrincha            | Brasília            |
| 3 de outubro de 1968    | Corinthians      | 2-1    | Atlético Mineiro | Brasileirão                                 | Pacaembu                  | São Paulo           |
| 12 de outubro de 1969   | Atlético Mineiro | 1-2    | Corinthians      | Brasileirão                                 | Mineirão                  | Belo Horizonte      |
| 22 de março de 1970     | Corinthians      | 1-1    | Atlético Mineiro | Torneio Quadrangular de São José dos Campos | Martins Pereira           | São José dos Campos |
| 4 de outubro de 1970    | Atlético Mineiro | 3-1    | Corinthians      | Brasileirão                                 | Mineirão                  | Belo Horizonte      |
| 27 de janeiro de 1971   | Corinthians      | 3-3    | Atlético Mineiro | Torneio do Povo                             | Pacaembu                  | São Paulo           |
| 13 de fevereiro de 1971 | Atlético Mineiro | 0-0    | Corinthians      | Torneio do Povo                             | Mineirão                  | Belo Horizonte      |
| 4 de agosto de 1971     | Corinthians      | 1-4    | Atlético Mineiro | Amistoso                                    | Morumbi                   | São Paulo           |
| 22 de setembro de 1971  | Corinthians      | 0-0    | Atlético Mineiro | Brasileirão                                 | Palestra Itália           | São Paulo           |
| 2 de fevereiro de 1972  | Corinthians      | 0-1    | Atlético Mineiro | Torneio do Povo                             | Pacaembu                  | São Paulo           |
| 17 de setembro de 1972  | Corinthians      | 1-1    | Atlético Mineiro | Brasileirão                                 | Pacaembu                  | São Paulo           |
| 10 de dezembro de 1972  | Atlético Mineiro | 0-0    | Corinthians      | Brasileirão                                 | Mineirão                  | Belo Horizonte      |
| 20 de janeiro de 1973   | Atlético Mineiro | 2-0    | Corinthians      | Brasileirão                                 | Mineirão                  | Belo Horizonte      |
| 16 de fevereiro de 1973 | Corinthians      | 1-0    | Atlético Mineiro | Torneio do Povo                             | Palestra Itália           | São Paulo           |
| 13 de abril de 1974     | Atlético Mineiro | 2-1    | Corinthians      | Brasileirão                                 | Mineirão                  | Belo Horizonte      |
| 30 de junho de 1974     | Corinthians      | 1-0    | Atlético Mineiro | Brasileirão                                 | Pacaembu                  | São Paulo           |
| 24 de agosto de 1975    | Atlético Mineiro | 0-0    | Corinthians      | Brasileirão                                 | Mineirão                  | Belo Horizonte      |
| 5 de maio de 1976       | Atlético Mineiro | 0-0    | Corinthians      | Amistoso                                    | Mineirão                  | Belo Horizonte      |
| 26 de março de 1980     | Atlético Mineiro | 2-1    | Corinthians      | Amistoso                                    | Mineirão                  | Belo Horizonte      |
| 10 de março de 1982     | Atlético Mineiro | 1-3    | Corinthians      | Brasileirão                                 | Mineirão                  | Belo Horizonte      |
| 17 de março de 1982     | Corinthians      | 2-1    | Atlético Mineiro | Brasileirão                                 | Morumbi                   | São Paulo           |
| 2 de novembro de 1986   | Corinthians      | 1-2    | Atlético Mineiro | Brasileirão                                 | Pacaembu                  | São Paulo           |
| 23 de novembro de 1986  | Atlético Mineiro | 0-1    | Corinthians      | Brasileirão                                 | Mineirão                  | Belo Horizonte      |
| 12 de novembro de 1987  | Corinthians      | 1-2    | Atlético Mineiro | Brasileirão                                 | Pacaembu                  | São Paulo           |
| 16 de outubro de 1988   | Corinthians      | 0-1    | Atlético Mineiro | Brasileirão                                 | Canindé                   | São Paulo           |
| 4 de outubro de 1989    | Atlético Mineiro | 1-1    | Corinthians      | Brasileirão                                 | Mineirão                  | Belo Horizonte      |
| 14 de novembro de 1990  | Atlético Mineiro | 1-3    | Corinthians      | Brasileirão                                 | Mineirão                  | Belo Horizonte      |
| 24 de novembro de 1990  | Corinthians      | 2-1    | Atlético Mineiro | Brasileirão                                 | Pacaembu                  | São Paulo           |
| 2 de dezembro de 1990   | Atlético Mineiro | 0-0    | Corinthians      | Brasileirão                                 | Mineirão                  | Belo Horizonte      |
| 27 de abril de 1991     | Atlético Mineiro | 2-0    | Corinthians      | Brasileirão                                 | Mineirão                  | Belo Horizonte      |
| 10 de fevereiro de 1992 | Atlético Mineiro | 0-1    | Corinthians      | Brasileirão                                 | Mineirão                  | Belo Horizonte      |
| 7 de dezembro de 1994   | Atlético Mineiro | 3-2    | Corinthians      | Brasileirão                                 | Mineirão                  | Belo Horizonte      |
| 11 de dezembro de 1994  | Corinthians      | 1-0    | Atlético Mineiro | Brasileirão                                 | Morumbi                   | São Paulo           |
| 15 de outubro de 1995   | Corinthians      | 3-1    | Atlético Mineiro | Brasileirão                                 | Pacaembu                  | São Paulo           |
| 11 de agosto de 1996    | Atlético Mineiro | 1-0    | Corinthians      | Brasileirão                                 | Mineirão                  | Belo Horizonte      |
| 27 de março de 1997     | Corinthians      | 1-0    | Atlético Mineiro | Copa do Brasil                              | Morumbi                   | São Paulo           |
| 3 de abril de 1997      | Atlético Mineiro | 1-1    | Corinthians      | Copa do Brasil                              | Mineirão                  | Belo Horizonte      |
| 30 de julho de 1997     | Corinthians      | 0-0    | Atlético Mineiro | Brasileirão                                 | Pacaembu                  | São Paulo           |
| 6 de agosto de 1997     | Atlético Mineiro | 4-2    | Corinthians      | Centenário de Belo                          | Mineirão                  | Belo Horizonte      |
| 8 de agosto de 1998     | Atlético Mineiro | 1-5    | Corinthians      | Brasileirão                                 | Mineirão                  | Belo Horizonte      |
| 31 de outubro de 1999   | Corinthians      | 0-4    | Atlético Mineiro | Brasileirão                                 | Maracanã                  | Rio de Janeiro      |
| 12 de dezembro de 1999  | Atlético Mineiro | 3-2    | Corinthians      | Brasileirão                                 | Mineirão                  | Belo Horizonte      |
| 19 de dezembro de 1999  | Corinthians      | 2-0    | Atlético Mineiro | Brasileirão                                 | Morumbi                   | São Paulo           |
| 22 de dezembro de 1999  | Corinthians      | 0-0    | Atlético Mineiro | Brasileirão                                 | Morumbi                   | São Paulo           |
| 18 de maio de 2000      | Atlético Mineiro | 1-1    | Corinthians      | Libertadores                                | Mineirão                  | Belo Horizonte      |
| 23 de maio de 2000      | Corinthians      | 2-1    | Atlético Mineiro | Libertadores                                | Morumbi                   | São Paulo           |
| 7 de setembro de 2000   | Atlético Mineiro | 3-1    | Corinthians      | Brasileirão                                 | Mineirão                  | Belo Horizonte      |
| 18 de novembro de 2001  | Corinthians      | 2-2    | Atlético Mineiro | Brasileirão                                 | Pacaembu                  | São Paulo           |
| 11 de agosto de 2002    | Atlético Mineiro | 1-2    | Corinthians      | Brasileirão                                 | Mineirão                  | Belo Horizonte      |
| 24 de novembro de 2002  | Atlético Mineiro | 2-6    | Corinthians      | Brasileirão                                 | Mineirão                  | Belo Horizonte      |
| 27 de novembro de 2002  | Corinthians      | 2-1    | Atlético Mineiro | Brasileirão                                 | Morumbi                   | São Paulo           |
| 30 de março de 2003     | Corinthians      | 0-3    | Atlético Mineiro | Brasileirão                                 | Pacaembu                  | São Paulo           |
| 30 de julho de 2003     | Corinthians      | 0-2    | Atlético Mineiro | Sul-Americana                               | Pacaembu                  | São Paulo           |
| 10 de agosto de 2003    | Atlético Mineiro | 2-3    | Corinthians      | Brasileirão                                 | Mineirão                  | Belo Horizonte      |
| 9 de maio de 2004       | Atlético Mineiro | 2-2    | Corinthians      | Brasileirão                                 | Mineirão                  | Belo Horizonte      |
| 2 de setembro de 2004   | Corinthians      | 1-0    | Atlético Mineiro | Brasileirão                                 | Pacaembu                  | São Paulo           |
| 29 de maio de 2005      | Atlético Mineiro | 0-1    | Corinthians      | Brasileirão                                 | Mineirão                  | Belo Horizonte      |
| 22 de setembro de 2005  | Corinthians      | 1-1    | Atlético Mineiro | Brasileirão                                 | Pacaembu                  | São Paulo           |
| 26 de maio de 2007      | Corinthians      | 0-0    | Atlético Mineiro | Brasileirão                                 | Morumbi                   | São Paulo           |
| 29 de agosto de 2007    | Atlético Mineiro | 5-2    | Corinthians      | Brasileirão                                 | Mineirão                  | Belo Horizonte      |
| 16 de agosto de 2009    | Corinthians      | 2-0    | Atlético Mineiro | Brasileirão                                 | Pacaembu                  | São Paulo           |
| 5 de dezembro de 2009   | Atlético Mineiro | 0-3    | Corinthians      | Brasileirão                                 | Mineirão                  | Belo Horizonte      |
| 18 de julho de 2010     | Corinthians      | 1-0    | Atlético Mineiro | Brasileirão                                 | Pacaembu                  | São Paulo           |
| 6 de outubro de 2010    | Atlético Mineiro | 2-1    | Corinthians      | Brasileirão                                 | Arena do Jacaré           | Sete Lagoas         |
| 17 de agosto de 2011    | Atlético Mineiro | 2-3    | Corinthians      | Brasileirão                                 | Arena do Jacaré           | Sete Lagoas         |
| 20 de novembro de 2011  | Corinthians      | 2-1    | Atlético Mineiro | Brasileirão                                 | Pacaembu                  | São Paulo           |
| 27 de maio de 2012      | Atlético Mineiro | 1-0    | Corinthians      | Brasileirão                                 | Independência             | Belo Horizonte      |
| 2 de setembro de 2012   | Corinthians      | 1-0    | Atlético Mineiro | Brasileirão                                 | Pacaembu                  | São Paulo           |
| 14 de julho de 2013     | Corinthians      | 0-1    | Atlético Mineiro | Brasileirão                                 | Pacaembu                  | São Paulo           |
| 6 de outubro de 2013    | Atlético Mineiro | 0-0    | Corinthians      | Brasileirão                                 | Independência             | Belo Horizonte      |
| 20 de abril de 2014     | Atlético Mineiro | 0-0    | Corinthians      | Brasileirão                                 | Parque do Sabiá           | Uberlândia          |
| 11 de setembro de 2014  | Corinthians      | 1-0    | Atlético Mineiro | Brasileirão                                 | Arena Corinthians         | São Paulo           |
| 1 de outubro de 2014    | Corinthians      | 2-0    | Atlético Mineiro | Copa do Brasil                              | Arena Corinthians         | São Paulo           |
| 15 de outubro de 2014   | Atlético Mineiro | 4-1    | Corinthians      | Copa do Brasil                              | Mineirão                  | Belo Horizonte      |
| 18 de julho de 2015     | Corinthians      | 1-0    | Atlético Mineiro | Brasileirão                                 | Arena Corinthians         | São Paulo           |
| 1 de novembro de 2015   | Atlético Mineiro | 0-3    | Corinthians      | Brasileirão                                 | Independência             | Belo Horizonte      |
| 17 de janeiro de 2016   | Corinthians      | 0-1    | Atlético Mineiro | Florida Cup                                 | FAU Stadium               | Boca Raton          |
| 22 de junho de 2016     | Atlético Mineiro | 2-1    | Corinthians      | Brasileirão                                 | Mineirão                  | Belo Horizonte      |
| 5 de outubro de 2016    | Corinthians      | 0-0    | Atlético Mineiro | Brasileirão                                 | Arena Corinthians         | São Paulo           |
| 2 de agosto de 2017     | Atlético Mineiro | 0-2    | Corinthians      | Brasileirão                                 | Mineirão                  | Belo Horizonte      |
| 26 de novembro de 2017  | Corinthians      | 2-2    | Atlético Mineiro | Brasileirão                                 | Arena Corinthians         | São Paulo           |
| 29 de abril de 2018     | Atlético Mineiro | 1-0    | Corinthians      | Brasileirão                                 | Independência             | Belo Horizonte      |
| 1 de setembro de 2018   | Corinthians      | 1-1    | Atlético Mineiro | Brasileirão                                 | Arena Corinthians         | São Paulo           |
| 1 de setembro de 2019   | Corinthians      | 1-0    | Atlético Mineiro | Brasileirão                                 | Arena Corinthians         | São Paulo           |
| 1 de dezembro de 2019   | Atlético Mineiro | 2-1    | Corinthians      | Brasileirão                                 | Independência             | Belo Horizonte      |
| 12 de agosto de 2020    | Atlético Mineiro | 3-2    | Corinthians      | Brasileirão                                 | Mineirão                  | Belo Horizonte      |
| 14 de novembro de 2020  | Corinthians      | 1-2    | Atlético Mineiro | Brasileirão                                 | Arena Corinthians         | São Paulo           |
| 17 de julho de 2021     | Corinthians      | 1-2    | Atlético Mineiro | Brasileirão                                 | Arena Corinthians         | São Paulo           |
| 10 de novembro de 2021  | Atlético Mineiro | 3-0    | Corinthians      | Brasileirão                                 | Mineirão                  | Belo Horizonte      |
| 24 de julho de 2022     | Atlético Mineiro | 1-2    | Corinthians      | Brasileirão                                 | Mineirão                  | Belo Horizonte      |
| 13 de novembro de 2022  | Corinthians      | 0-1    | Atlético Mineiro | Brasileirão                                 | Neo Química Arena         | São Paulo           |
| 17 de maio de 2023      | Atlético Mineiro | 2-0    | Corinthians      | Copa do Brasil                              | Mineirão                  | Belo Horizonte      |
| 31 de maio de 2023      | Corinthians      | 2-0    | Atlético Mineiro | Copa do Brasil                              | Neo Química Arena         | São Paulo           |
| 8 de julho de 2023      | Atlético Mineiro | 0-1    | Corinthians      | Brasileirão                                 | Mineirão                  | Belo Horizonte      |
| 9 de novembro de 2023   | Corinthians      | 1-1    | Atlético Mineiro | Brasileirão                                 | Neo Química Arena         | São Paulo           |
| 14 de abril de 2024     | Corinthians      | 0-0    | Atlético Mineiro | Brasileirão                                 | Neo Química Arena         | São Paulo           |
| 28 de julho de 2024     | Atlético Mineiro | 2-1    | Corinthians      | Brasileirão                                 | Arena MRV                 | Belo Horizonte      |

Último confronto
| 28 de julho | Atlético Mineiro          | 2 – 1 | Corinthians      | Arena MRV, Belo Horizonte                                |
| 19:00       | Hulk 32' (pen), 85' (pen) |       | 39' Yuri Alberto | Público: 44,048 Árbitro: RJ Bruno Arleu de Araújo (FIFA) |

| G              | 31 | Matheus Mendes    |              |     |
| LD             | 3  | Bruno Fuchs       | 24'          | 45' |
| Z              | 8  | Junior Alonso     |              |     |
| Z              | 21 | Rodrigo Battaglia |              |     |
| LE             | 13 | Guilherme Arana   |              |     |
| V              | 5  | Otávio            |              |     |
| V              | 18 | Fausto Vera       |              | 68' |
| M              | 6  | Gustavo Scarpa    |              | 89' |
| M              | 20 | Bernard           |              | 78' |
| A              | 7  | Hulk              |              |     |
| A              | 10 | Paulinho          |              | 90' |
| Substitutos:   |    |                   |              |     |
| G              | 1  | Gabriel Delfim    |              |     |
| LD             | 25 | Mariano           |              |     |
| LD             | 26 | Renzo Saravia     |              | 89' |
| Z              | 2  | Lyanco            | 90+4', 90+8' | 45' |
| Z              | 16 | Igor Rabello      |              |     |
| V              | 23 | Alan Franco       |              | 68' |
| V              | 27 | Paulo Vitor       |              | 90' |
| M              | 17 | Igor Gomes        |              |     |
| A              | 11 | Eduardo Vargas    |              | 78' |
| A              | 14 | Alan Kardec       |              |     |
| A              | 30 | Brahian Palacios  |              |     |
| A              | 42 | Cadu              |              |     |
| Técnico:       |    |                   |              |     |
| Gabriel Milito |    |                   |              |     |

| G            | 1  | Hugo Souza       | 82'   |     |
| LD           | 23 | Fágner           |       | 88' |
| Z            | 3  | Félix Torres     |       |     |
| Z            | 5  | André Ramalho    |       |     |
| LE           | 46 | Hugo             |       |     |
| V            | 14 | Raniele          |       | 88' |
| V            | 37 | Ryan             |       | 64' |
| V            | 80 | Alex Santana     | 90+3' |     |
| M            | 10 | Rodrigo Garro    |       | 70' |
| A            | 9  | Yuri Alberto     |       |     |
| A            | 11 | Ángel Romero     | 90+5' | 70' |
| Substitutos: |    |                  |       |     |
| G            | 32 | Matheus Donelli  |       |     |
| LD           | 2  | Matheuzinho      |       | 88' |
| Z            | 13 | Gustavo Henrique |       |     |
| Z            | 47 | João Pedro       |       |     |
| LE           | 21 | Matheus Bidu     |       |     |
| V            | 8  | Charles          |       | 64' |
| V            | 27 | Breno Bidon      |       |     |
| M            | 77 | Igor Coronado    | 90+8' | 70' |
| A            | 16 | Pedro Henrique   |       |     |
| A            | 17 | Giovane          |       |     |
| A            | 20 | Pedro Raul       |       | 88' |
| A            | 36 | Wesley           |       | 70' |
| Técnico:     |    |                  |       |     |
| Ramón Díaz   |    |                  |       |     |

## Jogos decisivos
Em decisões
- Em 1999, o Corinthians conquistou o Campeonato Brasileiro sobre o Atlético Mineiro, após derrota por 3 a 2, vitória por 2 a 0 e empate por 0 a 0.

Em mata-matas
- Em 1990, o Corinthians eliminou o Atlético Mineiro, nas quartas de final do Campeonato Brasileiro, após vitória por 2 a 1 e empate por 0 a 0.
- Em 1994, o Corinthians eliminou o Atlético Mineiro, na semifinal do Campeonato Brasileiro, após derrota por 3 a 2 e vitória por 1 a 0.
- Em 1997, o Corinthians eliminou o Atlético Mineiro, nas oitavas de final da Copa do Brasil, após vitória por 1 a 0 e empate em 1 a 1.
- Em 2002, o Corinthians eliminou o Atlético Mineiro, nas quartas de final do Campeonato Brasileiro, após vitórias por 6 a 2 e 2 a 1.
- Em 2014, o Atlético Mineiro eliminou o Corinthians, nas quartas de final da Copa do Brasil, após derrota por 2 a 0 e vitória por 4 a 1.
- Em 2023, o Corinthians eliminou o Atlético Mineiro, nas oitavas de final da Copa do Brasil, após derrota por 2 a 0 e vitória por 2 a 0, classificação nos pênaltis.

Em competições da Conmebol
- Em 2000, o Corinthians eliminou o Atlético Mineiro, nas quartas de final da Libertadores da América, após empate em 1 a 1 e vitória por 2 a 1.

Outras partidas memoráveis

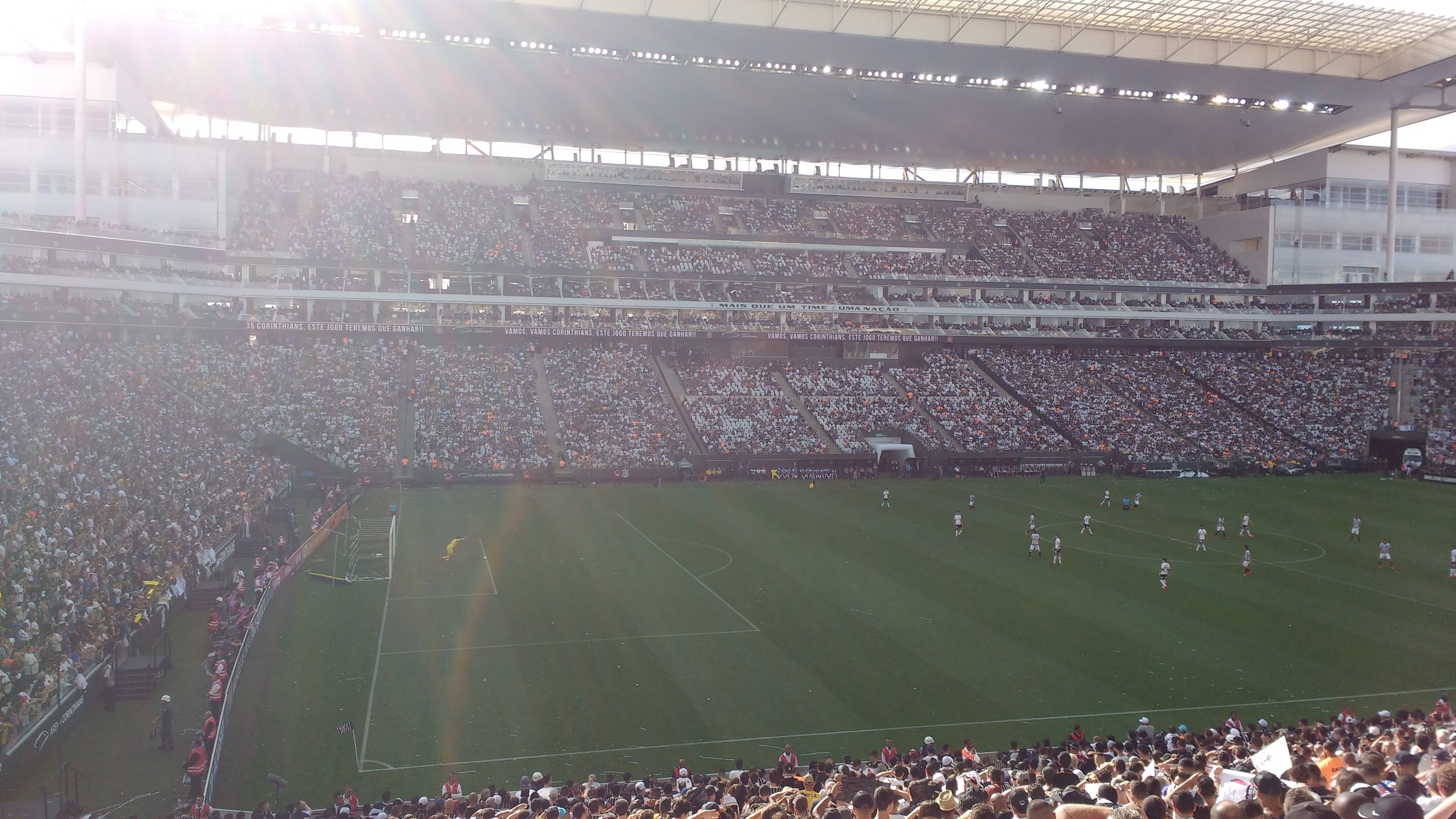
Corinthians x Atlético-MG - Jogo da entrega da Taça do Hepta, na Arena Corinthians, pelo Brasileirão de 2017.

Em 2011, o Corinthians venceu as duas vezes que enfrentou o Atlético pelo Brasileirão, no jogo do turno, virada de 3 a 2 após estar perdendo por 2 a 0, o corinthiano Alex ainda perdeu um pênalti nos acréscimos. Na 36ª rodada, outra virada inesquecível, com gols de Liédson aos 32 e Adriano aos 43 do 2° tempo, o Corinthians venceu o Atlético por 2 a 1 e ficou muito próximo do pentacampeonato brasileiro, que viria na última rodada.
Em 2014, pela Copa do Brasil, duas partidas marcaram a passagem do Atlético-MG contra o Timão para a final da Copa do Brasil que seria vencida pelo alvinegro mineiro naquele ano. O Corinthians, comandado pelo técnico Mano Menezes venceu a primeira partida por 2 a 0 e poderia perder até por 1 gol de diferença atuando no Mineirão. Na partida da volta, Guerrero abriu o placar no Mineirão, forçando o time atleticano a ter que fazer 4 gols se quisesse passar para a próxima fase da competição. Luan, Guilherme (2x) e Edcarlos fizeram os 4 gols da vitória atleticana. O time do Galo foi o campeão da edição da Copa do Brasil daquele ano.
Em 2015, as duas equipes estavam na disputa pelo título brasieliro. Atlético e Corinthians, separados por oito pontos, se enfrentaram no Estádio Independência, e a partida terminou com uma possante vitória corinthiana por 3 a 0, com gols de Malcom, Vágner Love e Lucca. O resultado foi importante para a equipe paulista disparar na liderança e assegurar o título.
Em 2021, Atlético-MG x Corinthians fizeram dois grandes jogos pelo Brasileiro, com duas vitórias do Atlético, sendo 2x1 na Neo-Química Arena, de virada, com dois gols do atacante Hulk e 3x0 no Mineirão, com show da torcida atleticana. Na sequência o Atlético conquistaria o título.
No ano de 2022, Atlético e Corinthians se enfrentaram no Mineirão, o que foi uma grande partida. O galo abriu o placar ainda no começo do jogo com um belo gol de Keno, e caminhava para a vitória, mantendo o 1 a 0 até os 34 do 2º tempo. Na reta final, o timão buscou uma incrível reação, e com 2 gols de Fábio Santos, venceu de virada por 2 a 1.

## Maiores públicos
- Acima de 40.000. [8]

1. Atlético 3 a 2 Corinthians, 82.938, 7 de dezembro de 1994
2. Atlético 3 a 2 Corinthians, 78.382, 12 de dezembro de 1999
3. Atlético 2 a 6 Corinthians, 78.291, 24 de novembro de 2002
4. Atlético 0 a 0 Corinthians, 62.551, 2 de dezembro de 1990
5. Corinthians 0 a 0 Atlético, 57.000, 22 de dezembro de 1999
6. Corinthians 2 a 0 Atlético, 57.000, 19 de dezembro de 1999
7. Corinthians 2 a 1 Atlético, 56.524, 23 de maio de 2000
8. Atlético 1 a 1 Corinthians, 55.789, 18 de maio de 2000
9. Atlético 0 a 1 Corinthians, 54.235, 23 de novembro de 1986
10. Atlético 1 a 3 Corinthians, 47.234, 10 de março de 1982
11. Corinthians 2 a 1 Atlético, 46.659, 17 de março de 1982
12. Atlético 0 a 2 Corinthians, 45.259, 2 de agosto de 2017
13. Corinthians 1 a 2 Atlético, 42.213, 2 de novembro de 1986
14. Atlético 1 a 1 Corinthians, 40.837, 3 de abril de 1997

Na Arena Corinthians
1. Corinthians 2 a 2 Atlético, 46.030, 27 de novembro de 2017
2. Corinthians 1 a 0 Atlético, 36.280, 18 de julho de 2015

Na Arena Independência
1. Atlético 0 a 3 Corinthians, 21.798, 1 de novembro de 2015

## Enlace externo
Todos os jogos no Campeonato Brasileiro